# José Amin Daher
José Amin Daher Neto (São Paulo, 20 de abril de 1966 — Paraty, 13 de janeiro de 2014) foi um tenista e empresário brasileiro.

## Biografia
Logo aos dois anos, mudou-se para Barretos. Surge o interesse pelo tênis por acaso, quando o pai, que viajava muito, lhe trouxe de presente algumas raquetes para os amigos e o filho acabou ficando com uma.
Com dez anos, já estava jogando no clube de Barretos. Dos 14 aos 18 anos foi considerado o melhor juvenil brasileiro. Acabou integrante da equipe que jogou a Copa Davis durante os anos de 1986 (Chile), 1987 (Alemanha) e 1988 (Equador).
Morreu em 13 de janeiro de 2014, em acidente automobilístico na Rodovia Rio-Santos, nas proximidades da cidade de Paraty, quando retornava de uma viagem de final de semana de Angra dos Reis. Seu veículo Honda CR-V chocou-se contra um ônibus de excursão que seguia pelo sentido oposto. O ex-tenista e empresário teve morte instantânea.